# Alaquàs
Alaquàs (spanisch Alacuás) ist eine Gemeinde in der spanischen Provinz Valencia. Der Name der Stadt ist arabischen Ursprungs und kommt von „al-aquas“ (الأقواس), was „die Bögen“ bedeutet und vermutlich auf eine Brücke maurischen Ursprungs in der Nähe der Stadt hinweist.

## Geschichte
Obwohl einige römische Überreste gefunden wurden, sowie Münzen aus der Kaiserzeit und sogar einige Gedenkgrabsteine, ist der Kern von Alaquàs ein Bauernhaus maurischen Ursprungs. 1520 wurde es, weil es sich einem Aufstand nicht angeschlossen hatte, mit dem Titel einer Villa versehen.
1557 schuf Philipp II. die Grafschaft Alaquàs, deren Herrschaft 1584 Luis Pardo de la Casta innehatte. Dieser förderte den Bau der Burg von Alaquàs auf der vorherigen muslimischen Festung.

## Schwesterstädte
- Cremona, Italien

## Persönlichkeiten
- Marina Nohalez Caballero (* 1974), Fußballspielerin